# Estação Ferroviária de Santa Luzia
A Estação Ferroviária de Santa Luzia, originalmente denominada de Amieiro, foi uma gare da Linha do Tua, que servia a localidade de Amieiro (situada no concelho de Alijó na margem oposta do Rio Coa), em Portugal.

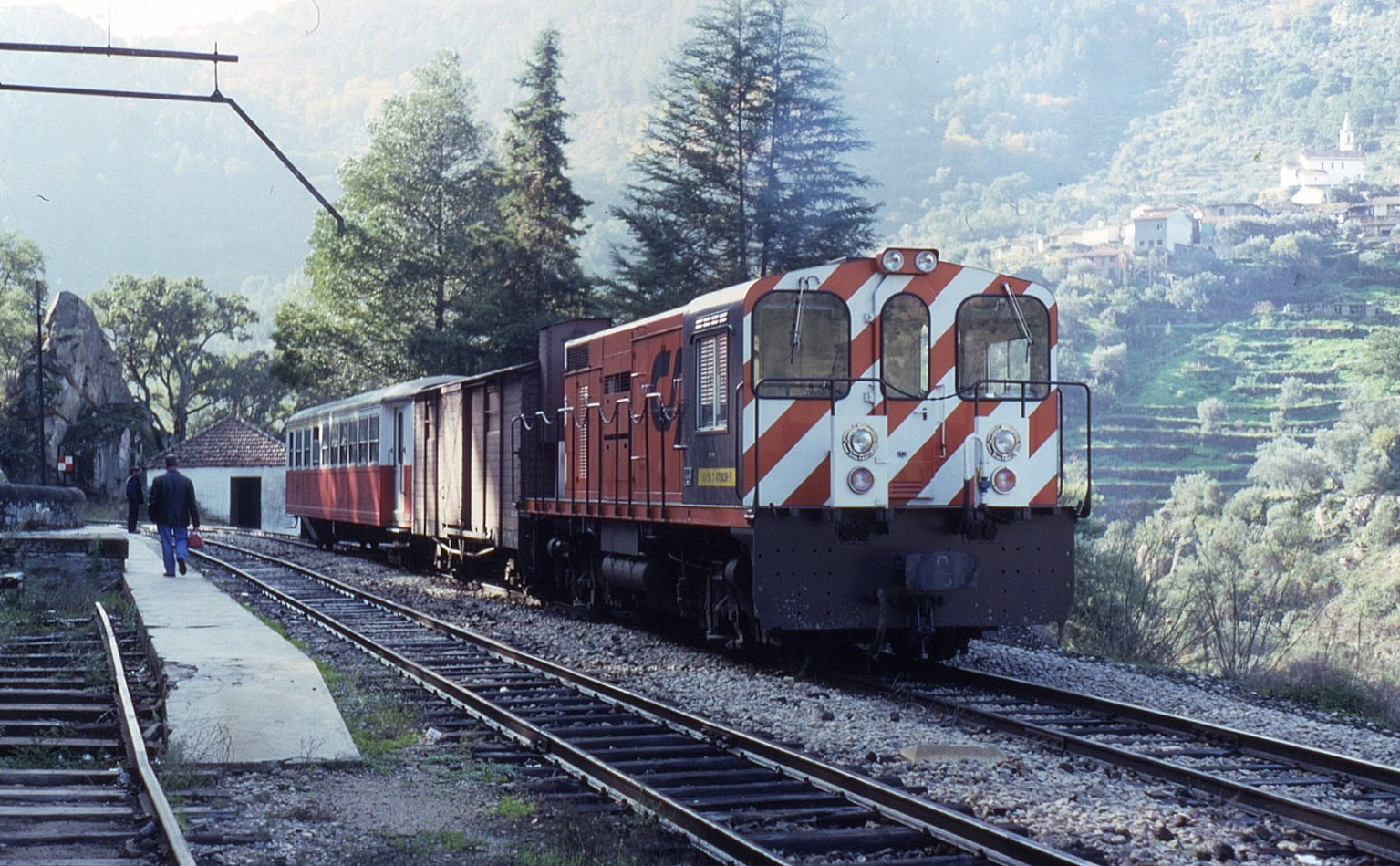
A estação de Santa Luzia, em 1993.

## História
Esta interface fazia parte do lanço da Linha do Tua entre Tua e Mirandela, que abriu à exploração em 29 de Setembro de 1887. O edifício de passageiros situava-se do lado direito da via ascendente (sentido Bragança).

Após a ocorrência de um grave acidente em 2007, o troço entre Tua e Cachão foi encerrado. A construção da Barragem do Tua em 2017 fez subir as águas do rio até ao leito da via férrea.[carece de fontes?]
| Urban head station |

| Urban station on track |

| Urban stop on track |

| Urban stop on track |

| Urban stop on track |

| Urban station on track |

| Urban end station, unused through track |

| Unknown route-map component "uexHST" |

| Unknown route-map component "uexHST" |

| Unknown route-map component "exSTR_steel" + Unknown route-map component "uexKBHFe" |

| Unknown route-map component "exBHF_steel" |

| Unknown route-map component "exHST_steel" |

| Unknown route-map component "exBHF_steel" |

| Unknown route-map component "exHST_steel" |

| Unknown route-map component "exBHF_steel" |

| Unknown route-map component "exHST_steel" |

| Unknown route-map component "exHST_steel" |

| Unknown route-map component "exBHF_steel" |

| Unknown route-map component "exHST_steel" |

| Unknown route-map component "exHST_steel" |

| Unknown route-map component "exKBHFe_steel" |

| Unknown route-map component "ex-STRq_steel" |

| Legenda:       |
| 2001-2008 (MM) |

| Unknown route-map component "uxvSTRq" |

| 2001-2018 (MM) |
| 1995-2018 (MM) |

| Urban head station |

| Urban station on track |

| Urban stop on track |

| Urban stop on track |

| Urban stop on track |

| Urban station on track |

| Urban end station, unused through track |

| Unknown route-map component "uexHST" |

| Unknown route-map component "uexHST" |

| Unknown route-map component "exSTR_steel" + Unknown route-map component "uexKBHFe" |

| Unknown route-map component "exBHF_steel" |

| Unknown route-map component "exHST_steel" |

| Unknown route-map component "exBHF_steel" |

| Unknown route-map component "exHST_steel" |

| Unknown route-map component "exBHF_steel" |

| Unknown route-map component "exHST_steel" |

| Unknown route-map component "exHST_steel" |

| Unknown route-map component "exBHF_steel" |

| Unknown route-map component "exHST_steel" |

| Unknown route-map component "exHST_steel" |

| Unknown route-map component "exKBHFe_steel" |

| Unknown route-map component "ex-STRq_steel" |

| Legenda:       |
| 2001-2008 (MM) |

| Unknown route-map component "uxvSTRq" |

| 2001-2018 (MM) |
| 1995-2018 (MM) |

| Urban head station |

| Urban station on track |

| Urban stop on track |

| Urban stop on track |

| Urban stop on track |

| Urban station on track |

| Urban end station, unused through track |

| Unknown route-map component "uexHST" |

| Unknown route-map component "uexHST" |

| Unknown route-map component "exSTR_steel" + Unknown route-map component "uexKBHFe" |

| Unknown route-map component "exBHF_steel" |

| Unknown route-map component "exHST_steel" |

| Unknown route-map component "exBHF_steel" |

| Unknown route-map component "exHST_steel" |

| Unknown route-map component "exBHF_steel" |

| Unknown route-map component "exHST_steel" |

| Unknown route-map component "exHST_steel" |

| Unknown route-map component "exBHF_steel" |

| Unknown route-map component "exHST_steel" |

| Unknown route-map component "exHST_steel" |

| Unknown route-map component "exKBHFe_steel" |

| Unknown route-map component "ex-STRq_steel" |

| Legenda:       |
| 2001-2008 (MM) |

| Unknown route-map component "uxvSTRq" |

| 2001-2018 (MM) |
| 1995-2018 (MM) |

| Urban head station |

| Urban station on track |

| Urban stop on track |

| Urban stop on track |

| Urban stop on track |

| Urban station on track |

| Urban end station, unused through track |

| Unknown route-map component "uexHST" |

| Unknown route-map component "uexHST" |

| Unknown route-map component "exSTR_steel" + Unknown route-map component "uexKBHFe" |

| Unknown route-map component "exBHF_steel" |

| Unknown route-map component "exHST_steel" |

| Unknown route-map component "exBHF_steel" |

| Unknown route-map component "exHST_steel" |

| Unknown route-map component "exBHF_steel" |

| Unknown route-map component "exHST_steel" |

| Unknown route-map component "exHST_steel" |

| Unknown route-map component "exBHF_steel" |

| Unknown route-map component "exHST_steel" |

| Unknown route-map component "exHST_steel" |

| Unknown route-map component "exKBHFe_steel" |

| Unknown route-map component "ex-STRq_steel" |

| Legenda:       |
| 2001-2008 (MM) |

| Unknown route-map component "uxvSTRq" |

| 2001-2018 (MM) |
| 1995-2018 (MM) |